# V400 Близнецов
V400 Близнецов (лат. V400 Geminorum) — двойная затменная переменная звезда типа Алголя (EA) в созвездии Близнецов на расстоянии приблизительно 3627 световых лет (около 1112 парсек) от Солнца. Видимая звёздная величина звезды — от +12,12m до +11,32m. Орбитальный период — около 11,305 суток. Возраст звезды определён как около 260 млн лет.

## Характеристики
Первый компонент — белая звезда спектрального класса A0. Масса — около 2,66 солнечных, радиус — около 3,52 солнечных. Эффективная температура — около 10039 К.